# Dmitrij Kuznecov
Dmitrij Viktorovič Kuznecov (in russo Дмитрий Викторович Кузнецов?; Mosca, 28 agosto 1965) è un allenatore di calcio ed ex calciatore sovietico e russo, di ruolo centrocampista.

## Palmarès
- Campionato sovietico: 1

CSKA Mosca: 1991
- Coppa dell'URSS: 1

CSKA Mosca: 1991